# سارة بيكرينغ
سارة بيكرينغ (بالإنجليزية: Sarah Pickering)‏ هي فنانة ومصورة بريطانية، ولدت في 1972 في درم في المملكة المتحدة.